# Carmichael-getal
Een Carmichael-getal is een samengesteld getal {\displaystyle n}, dat voor alle getallen {\displaystyle b}, met {\displaystyle 1<b<n}, die met {\displaystyle n} relatief priem zijn, aan de volgende congruentie voldoet:
{\displaystyle b^{n-1}\equiv 1\mod {n}}.
Ze zijn naar de Amerikaanse wiskundige Robert Carmichael genoemd.
De kleine stelling van Fermat stelt dat alle priemgetallen de bovenstaande eigenschap hebben. In deze zin zijn Carmichael-getallen vergelijkbaar met priemgetallen, zij worden Fermat-pseudopriemgetallen genoemd. De Carmichael-getallen worden ook wel absolute Fermat-getallen genoemd.
Carmichael-getallen zijn belangrijk omdat ze aan de priemtest van Fermat voldoen, terwijl zij geen werkelijke priemgetallen zijn. Aangezien er Carmichael-getallen bestaan, geeft deze priemgetaltest dus geen zekerheid dat een bepaald getal een priemgetal is. De priemtest van Fermat kan nog wel worden gebruikt om te bewijzen dat een getal een samengesteld getal is.
Het kleinste Carmichael-getal is 561. Alford, Granville en Pomerance bewezen in 1994 dat er oneindig veel Carmichael-getallen zijn. Naarmate de getallen groter worden, worden Carmichael-getallen zeer zeldzaam. Er zijn bijvoorbeeld 1.401.644 Carmichael-getallen tussen 1 en 1018, dat is ongeveer één op de 700 miljard getallen.
De Carmichael-getallen zijn de Knödel-getallen {\displaystyle K_{1}}.
Het criterium van Korselt geeft een anders geformuleerde definitie van Carmichael-getallen.

## Voorbeeld
Neem {\displaystyle n=561=3\cdot 11\cdot 17}, het kleinste Carmichael-getal. Dit getal voldoet aan de definitie dat voor alle {\displaystyle b}, die onderling ondeelbaar met {\displaystyle n} zijn dat {\displaystyle b^{n-1}\equiv 1\mod n}.
561 kan door 3, 11, 17, 33, 51 en 187 worden gedeeld. De congruentie geldt voor deze getallen niet: 3560 ≡ 375 mod 561, 11560 ≡ 154 mod 561, 17560 ≡ 34 mod 561 enzovoort, maar voor alle andere getallen wel.

## Verwijzingen en voetnoten
- rij A002997 in OEIS
- (de)  Wikibooks. Pseudoprimzahlen: Tabelle Carmichael-Zahlen.
- (en)  MathWorld. Carmichael Number